# Kenneth Ham
Kenneth Todd Ham (født 12. december 1964 i Plainfield, New Jersey) er NASA astronaut og har fløjet med rumfærgen Discovery op til Den Internationale Rumstation.
Kenneth Ham har fløjet 3.700 timer i 40 forskellige flytyper, han har været pilot på NASA-missionen STS-124 og kaptajn på STS-132.